# ساهاباندوکوکمادووا
ساهاباندوکوکمادووا (به لاتین: Sahabandukokmaduwa) یک منطقهٔ مسکونی در سری‌لانکا است که در استان جنوبی (سری‌لانکا) واقع شده‌است.